# Forêts sclérophylles et semi-décidues italiennes
Localisation
Les forêts sclérophylles et semi-décidues italiennes forment une écorégion terrestre définie par le Fonds mondial pour la nature (WWF), qui appartient au biome des forêts, zones boisées et maquis méditerranéens de l'écozone paléarctique. Elle comprend la majeure partie de la péninsule italienne du Piémont au Nord des Pouilles, à l'exclusion du bassin du Pô et des Apennins, et s'étend sur une petite portion de la Côte d'Azur (Nice et Monaco).